# Eddi La Marra
Eddi La Marra (Ferentino, 27 giugno 1989) è un pilota motociclistico italiano, campione italiano classe Superbike nel 2013.

## Carriera
Nel 2004 debutta nelle gare della 125 Sport Production e nella stessa categoria nel 2005 diventa vicecampione italiano. Sempre nel 2005 si classifica venticinquesimo nel campionato italiano 125. Debutta nel Campionato europeo Superstock 600 nel 2006 e arriva nella categoria rookies R6 Cup. Nel 2007 è venticinquesimo nell'europeo Stock 600, mentre nel 2008 è decimo nella stock 600 e ventiseiesimo nell'italiano Supersport. Sempre nella Stock 600 giunge al quarto posto nel 2009, anno in cui disputa la prova di Monza nel campionato italiano Supersport classificandosi sedicesimo. Nel 2010 passa alla Superstock 1000 FIM Cup, chiude dodicesimo alla guida di una Honda CBR1000RR gestita dal team Lorini. Nella stessa stagione disputa la gara finale del CIV Stock 1000 chiudendo al quinto posto.
Nel 2011 è nuovamente pilota titolare nella Superstock 1000, con lo stesso team e la stessa motocicletta della stagione precedente. Chiude il campionato al quattordicesimo posto. Disputa inoltre una gara nel CIV Stock 1000 senza ottenere punti. Nel 2012 concorre nel campionato Superstock 1000 FIM Cup quale portacolori del Barni Racing Team Italia alla guida di una Ducati 1199 Panigale e termina la stagione con 130 punti, secondo solo al vincitore del campionato, Sylvain Barrier. Disputa anche qualche gara nel CIV Stock 1000 senza ottenere punti. 
Nel 2013 corre ancora in Superstock 1000 FIM Cup e anche nel campionato Italiano Superbike sempre con il team Barni Racing. Vince ad Assen e ottiene un piazzamento a podio a Portimão, in seguito cade nella gara di Imola (dove però vince nel campionato italiano) e torna sul podio a Silverstone.
Il 27 agosto 2013 in un test privato a Misano (per collaudare la Ducati 1199 Panigale in versione Superbike) La Marra sbatte violentemente la testa a seguito di un high side causato da un cordolo scivoloso; subisce un delicato intervento, dal quale lentamente si riprende. Il 22 settembre dello stesso anno, pur lontano dalle gare, vince matematicamente il titolo di campione italiano nella classe Superbike. Il suo posto in squadra, per il finale di stagione, viene preso da Niccolò Canepa.
Torna a correre dopo tre anni nel CIV in sella alla Ducati del team Barni le ultime gare del campionato 2016. Nel 2017 intraprende la stagione nel CIV categoria Superbike. Nel 2018 passa al National Trophy con il team Lorini sulla Ducati Panigale V4. Nel 2019 vince il campionato National Trophy al Mugello con una gara di anticipo in sella all'Aprilia RSV4 del team nuova M2 Racing e chiude ventesimo nella categoria Superbike del CIV.
Nel 2020 è pilota titolare nel campionato italiano Superbike in sella ad un'Aprilia RSV4 1100 Factory del team Nuova M2 Racing. Conclude la stagione al decimo posto ottenendo trentasette punti.